# Aleksandyr Arabadżiew
Aleksandyr Stojanow Arabadżiew, bułg. Александър Стоянов Арабаджиев (ur. 18 grudnia 1949 w Błagojewgradzie) – bułgarski prawnik i polityk, sędzia Trybunału Sprawiedliwości Unii Europejskiej.

## Życiorys
Ukończył w 1972 studia prawnicze na Uniwersytecie Sofijskim. Był sędzią sądu rejonowego w Błagojewgradzie (1975–1983), sędzią sądu okręgowego w tym mieście (1983–1986) i sędzią Naczelnego Sądu Kasacyjnego w sekcji prawa cywilnego (1986–1991).
W latach 1991–2000 był sędzią bułgarskiego Sądu Konstytucyjnego. Był również członkiem Europejskiej Komisji Praw Człowieka w latach 1997–1999.
W 2001 i 2005 wybierany z ramienia Koalicji na rzecz Bułgarii w skład Zgromadzenia Narodowego 39. i 40. kadencji. Jako zastępca członka reprezentował krajowy parlament w Konwencie Europejskim. Był także starszym partnerem w prywatnej kancelarii prawniczej.
Po wejściu Bułgarii do Unii Europejskiej w 2007 został sędzią Trybunału Sprawiedliwości.